# Оре (Швеція)
Оре (Åremål: [^oːɾ], пд.-саам. Ååre, швед. Åre) — селище міського типу в окрузі Оре, що входить до складу комуни Оре, у західній частині лена Ємтланд. Оре є церковним центром парафії Оре, але, попри назву, не є адміністративним центром комуни — цю функцію виконує Єрпен, розташований за 25 км на схід від Оре. Станом на 2010 рік постійне населення селища становило 1 417 осіб (до того, як Статистичне управління Швеції у 2015 році включило Дувед, Уллон і Клеппен-Північ у межі цієї ж міської агломерації).
Оре є найбільшим гірськолижним і альпійським курортом у Швеції, з розвиненим гірськолижним комплексом і національною ареною для альпійських видів спорту. Тут проводились три чемпіонати світу (єдині в історії Швеції) та понад 100 етапів Кубка світу. Курорт має одну з найрозвиненіших і найбільших індустрій туризму в країні.
Оре та долина Оредален були місцем проходу та важливою точкою зустрічей ще з середньовіччя: спочатку для європейських паломників, які прямували дорогами Нідарос до або з Норвегії, а згодом — для так званих «повітряних гостей», літніх туристів. Розвиток регіону особливо активізувався після відкриття залізниці Міттбанан у 1882 році. Спочатку місцеві жителі використовували її для транспортування сільськогосподарської продукції — тоді як Мьорсіль став провідним курортом Ємтланду до середини 1890-х років — поки впливова Крістіна Ганссон не збудувала перший готель в Оре. Приблизно через десять років гість-лижник, інженер Карл Улоф Рам, ініціював проєкт, що мав на меті перетворити сільське Оре на «шведський Давос».
У 1970-х роках шведський уряд (уряд Пальме І) інвестував сотні мільйонів крон у розвиток зимового туризму в горах Ємтланду, особливо в Оре. У 2012 році Оре обрано одним з п'яти туристичних напрямків для розподілу 60 мільйонів крон від Агенції з економічного розвитку (Tillväxtverket), з метою створення сталих туристичних напрямків і зміцнення їхнього становища на міжнародному ринку. З-поміж 40 претендентів відібрані: Оре, Віммербю, Кіруна, Стокгольмський архіпелаг і Богуслен. Альпійські чемпіонати світу також сприяли розвитку селища, зокрема через появу комплексу Station Åre з торговою галереєю та відкриття Holiday Club напередодні чемпіонату світу 2007 року. Додатково, розвиток культури маунтенбайку (гірських велосипедів) сприяв як зростанню літнього туризму, так і збільшенню кількости нових мешканців у регіоні.
На початку 2020-х років місцеві жителі та бізнеси зіштовхнулись з викликами, спричиненими пандемією COVID-19 і повенями внаслідок буревію Ганс.

## Назва Оре
Назва «Оре» має кілька можливих тлумачень. Одна з версій полягає в тому, що вона є формою родового відмінка від слова å («річка»), тобто має стосунок до сучасних водойм Åreälven або Åresjön (річка Оре або озеро Оре).
Згідно зі Шведським словником топонімів (Svenskt ortnamnslexikon), назва Åre (у 1344 році згадується як De Arum) ймовірно походить від давньоскандинавського слова ár, що означає «вістря» або «пік», і належить до форми вершини гори Орескутан. У ємтландському діалекті назва Оре вимовляється як Åår, із характерним для діалекту апокопуванням (усіченням закінчень) у поєднанні з подвійною тональною акцентуацією. До появи залізничного селища, назва «Оре» стосувалася лише всієї парафії Оре.
Існує також думка, що слово «Оре» має давнє саамське походження. Найдавніші письмові згадки про саамів у західному Ємтланді датуються серединою XVII століття. Саами в цій місцевості були переселенцями, які займалися, зокрема, оленярством, рибальством і лісовими промислами. Комуна Оре є адміністративним округом для південносаамської мови, що зумовлює її офіційну назву саамською — Ååren Tjïelte. В регіоні проживає близько сотні з приблизно 20 000 саамів у Швеції.

## Історія та розвиток

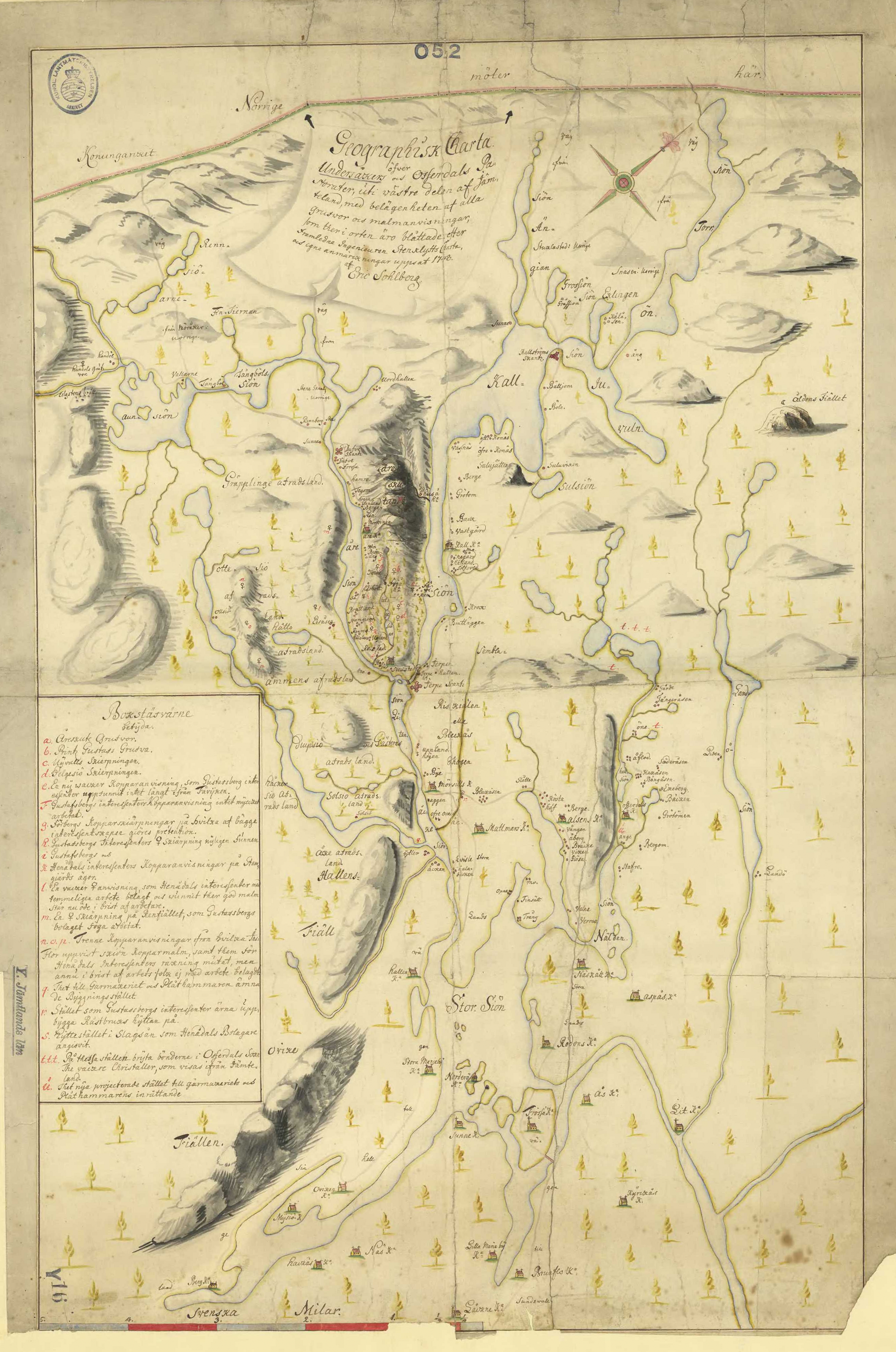
Мапа західного Ємтланду 1748 року.

### Від паломницького шляху до залізниці
Тисячі паломників з усієї Європи зупинялися біля старої церкви Оре під час своєї подорожі до гробниці святого Олафа у катедральному соборі Нідароса в середньовічні часи. Церква, що датується приблизно 1160 роком, була зведена селянами парафії Оре, які, починаючи з пізнього залізного віку (про що свідчить низка курганів у долині), оселилися тут у зв'язку з формуванням сільськогосподарських угідь в Оредалені, що стало можливим завдяки середньовічному кліматичному оптимуму. До цього, у добу вікінгів, існували тісні зв'язки між населенням норвезького Тренделага та мешканцями навколо озера Стуршен(поблизу сучасного Естерсунда), і один із ключових маршрутів того часу пролягав саме через долину Оре. Святий норвезький король-вікінг Олаф Гаральдссон зупинявся в Оредалені під час свого походу 1030 року, прямуючи на захід, щоб повернути собі владу. Він загинув у битві при Стіклестаді, після чого християнство остаточно закріпилось у Норвегії. Дерев'яна скульптура у церкві, що зображає святого Олафа, ймовірно створена у XIV столітті, а в 1719 році втрачена королівська корона на ній замінена на каролінський трикутний капелюх молодим пораненим солдатом із Оре, який того ж року пережив катастрофічний похід армії Армфельта.

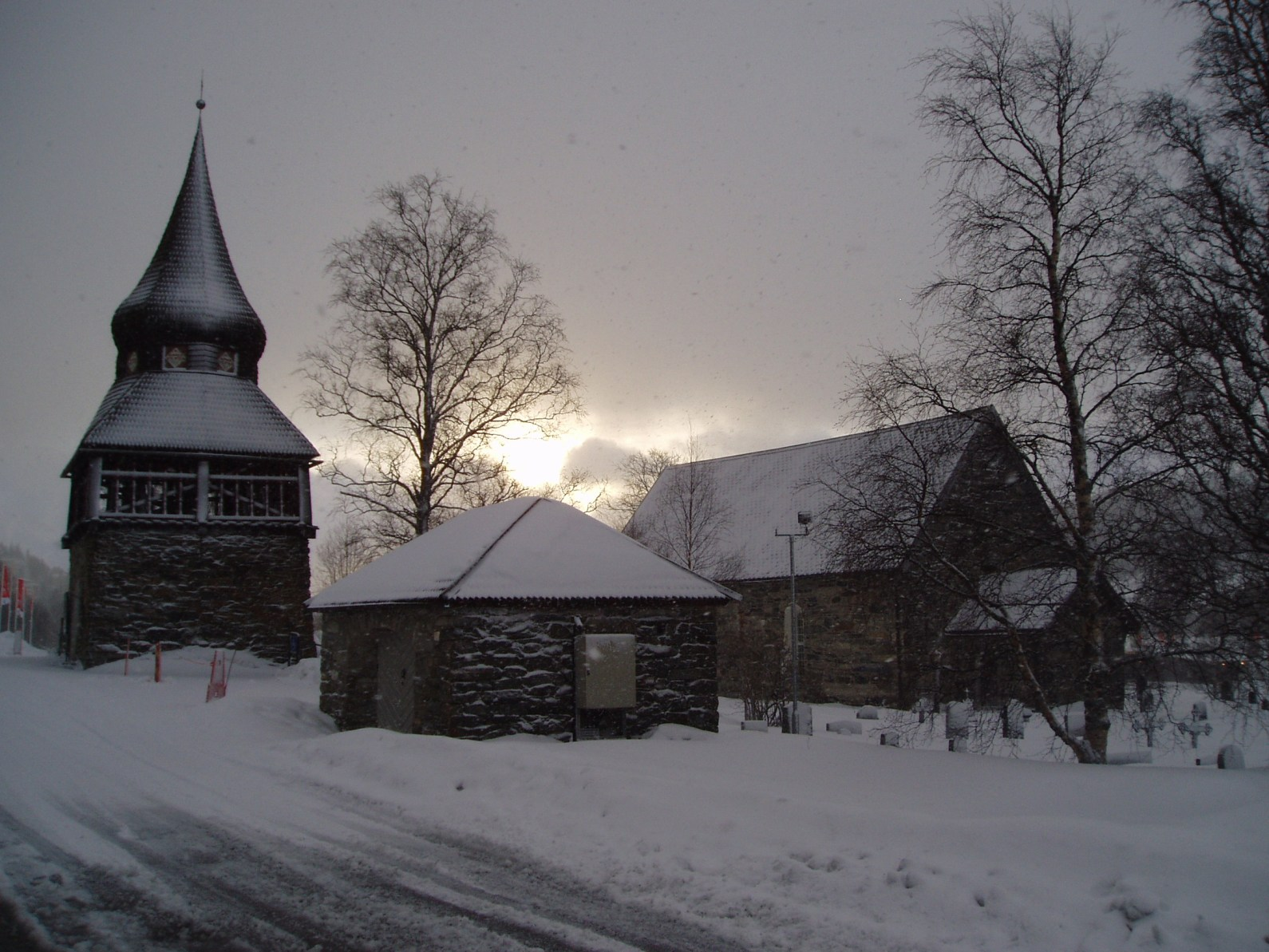
Стара церква Оре (2007), єдина збережена середньовічна кам'яна церква в гірському хребті. Внаслідок зростання населення, її розширено в період незалежности, а також було зведено дзвіницю.

У 1645 році Ємтланд перейшов під контроль Швеції, і в період «ери свободи» після століть воєн у Скандинавії населення регіону Оре почало значно зростати. Водночас Оре став місцем інтересу для ботаніків і перших туристів-дослідників. У XIX столітті до Оре почали прибувати так звані «повітряні гості» з новоіндустріалізованих міст — заради оздоровлення і вдихання свіжого гірського повітря. На той час у селищі не існувало жодних готелів чи організованої туристичної інфраструктури — відвідувачі зупинялися в місцевих жителів, які таким чином отримували додатковий прибуток. Згодом центрально розташовані села Мервікен (біля церкви) і Тоттен (нинішній район Тотт з готелем Tott Hotell) перетворилися на два найбільших поселення лінійного типу в долині Оре. До цього часу назви Тоттен, Мервікен і Лієн стосувалися трьох окремих сіл, які разом складалися з семи гірських господарств, церкви та крамниці. Деякі старовинні хутори (та хліви) села Тоттен збереглися донині й тепер використовуються як дачі, поряд із сучаснішими будівлями.

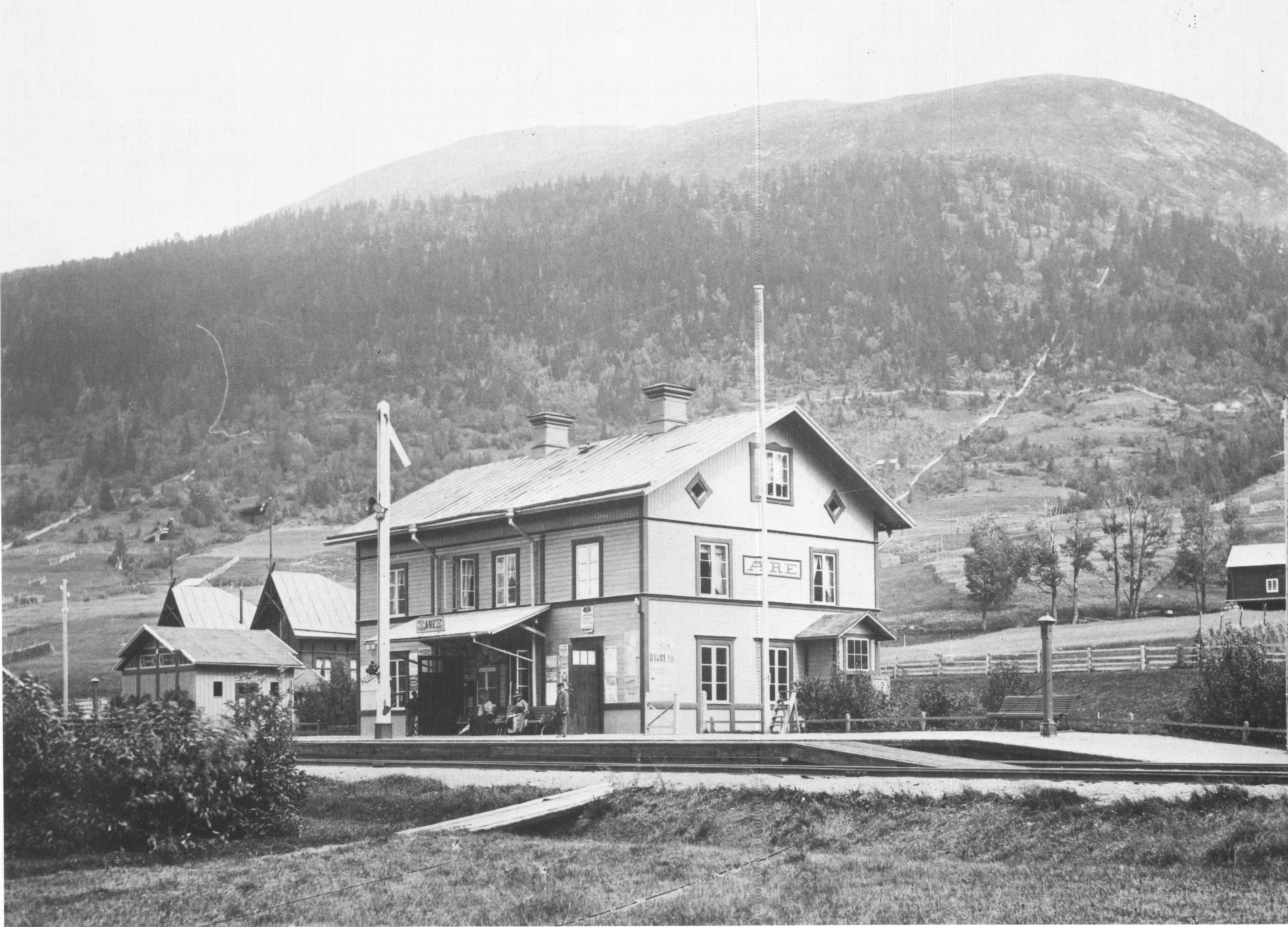
Залізнична станція в Оре в 1890-х роках, побудована в 1881 році за зразком Геллнеса

У 1835 році через регіон прокладено так звану дорогу Карла Юхана, яка вела далі до Норвегії. У 1857 році створено транспортну компанію, що протягом кількох років координувала дорожні й водні перевезення через Ємтланд із заходу на схід. Коли планувалося будівництво залізничної лінії зі сходу на захід — від Тронгейма через Ємтланд до Ботнічної затоки — держава спочатку мала намір прокласти маршрут північніше Орескутана, аби залізниця проходила повз мідну шахту в Гусо. Проте депутат Риксдагу Гуннар Ерікссон із Мервікена активно лобіював проведення лінії через Оре, як зрештою і зроблено. Коли 21 червня 1882 року король Оскар II урочисто відкрив залізницю (Mittbanan) у Стурлієні, це кардинально змінило умови розвитку туризму в Оре. Місцеві жителі почали будувати готелі та котеджі для туристів. На той час туризм був переважно літнім — головним чином пішохідні прогулянки та риболовля. Стежка з зіркоподібним маршрутом на Мервіксгуммельн та Орескутан прокладена у 1878 році і є найстарішим позначеним пішим маршрутом у Оре. У той час як значна частина населення Швеції потерпала від неврожаїв і бідности, що спричинило масову еміграцію до Північної Америки, залізниця дала додатковий поштовх для розвитку місцевого сільського господарства й підвищення стандартів будівництва у селі.

### Від ємтландського селянського села до міжнародного туристичного центру

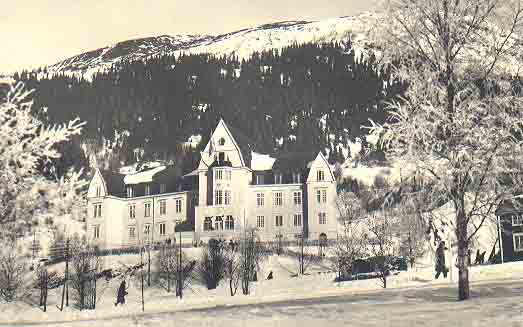
Спорт-готель, збудований у 1911 році під назвою Nya Grand Hotell

Аерофотознімок Оре та частини Орескутану приблизно 1960 року

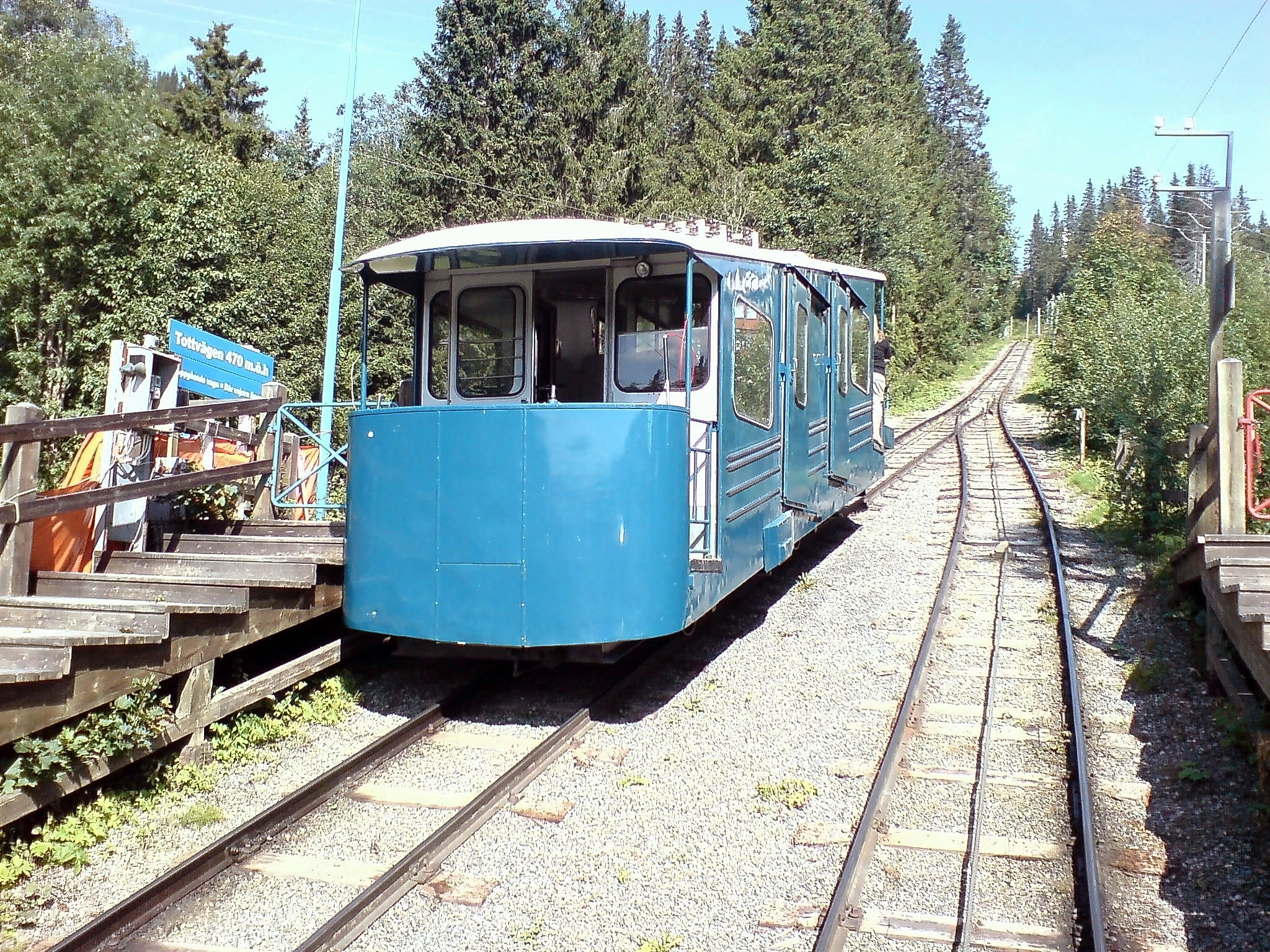
Середня станція фунікулера (серпень 2007 року), з сучасними вагонами 1958 року та автоматичним режимом роботи з 1967 року. У 1910 році фунікулер в Оре став першою у Швеції вертикальною пасажирською транспортною спорудою для зимових видів спорту, а у 2008 році визнаний пам'яткою архітектури

У 1895 році завершено будівництво першого справжнього готелю в Оре — Hotell Åreskutan (нині Åregården), за ініціативи переселенки зі Сконе Крістіни Ганссон, яка раніше працювала в Естерсунді. Станційний начальник Альбін Веттергрен у 1888 році звів залізничний ресторан, який у 1897 році розширено і перетворено на Grand Hotell. Через конкуренцію Крістіна Ганссон розширила свій бізнес, відкривши Societetspaviljongen (нинішній нічний клуб Country Club, сусідня будівля до Åregården), також відомий як Hotell Åre, напередодні рубежу століть.
7 березня 1910 року урочисто відкрито фунікулер Bergbanan і гірський готель Fjällstugan (попередник сучасного Hotell Fjällgården). Ці об'єкти побудовані з 1908 року за ініціативи інженера й мандрівника Карла Олофа Рама, який надихався прикладом швейцарського Давосу. Відкриття фунікулера стало першим кроком на шляху перетворення Оре на зимовий курорт. Ще з 1891 року Шведська туристична асоціація планувала збудувати фунікулер у Оре, однак фінансування відкладалося, оскільки початково передбачалося, що маршрут має сягати вершини Орескутана. У 1911 році зведено Nya Grand Hotell, пізніше відомий як Sporthemmet (сьогодні — Sporthotellet). Архітектори готелів — Сігге Кронстедт і Пер Бенсон — належали до провідних фахівців Швеції того часу. На початку XX століття головним видом спорту в селі був керлінг: із 1913 по 1967 рік Оре вважалося «меккою» шведського керлінгу. Керлінгові майданчики розташовувалися на Східній терасі (нині Fjällgården), і щороку на початку березня проходив Тиждень керлінгу. Паралельно вздовж фунікулера (на той час відомого як Åre Fjällbana) облаштовано також санну трасу, яка стала популярною й збереглася до наших днів у оновленому вигляді. З 1911 року й до 1930-х років щороку проводилися змагання з різних зимових видів спорту, про які знімали короткометражні фільми під загальною назвою Åreveckan. На замерзлому озері Орешон також влаштовувалися змагання з кінного треку, які повторювалися кілька разів. Одне з перших у світі змагань зі швидкісного спуску на час — щорічне Årebragden — започаткували у 1920 році, і до кінця 1930-х років воно стало міжнародним. Місцевий ландшафт у долині Оре сприяв розвитку як лижного туризму, так і бігових лиж до того, як домінівними стали гірськолижні дисципліни.
У 1920–1930-х роках у Оре побудовано кілька нових готелів і пансіонатів. Вже з кінця 1910-х років курорт приваблював не лише любителів зимових видів спорту та свіжого повітря, а й молодих одинаків, які приїздили сюди заради романтики, танців і веселощів (у тому числі й знаменитостей, переважно зі Стокгольма). Саме на цьому ґрунтується текст румби Леннарта Гаґвалла «Det är så hälsosamt och stärkande i fjällen» (1947), що прославляє оздоровчі якості гір. Із запровадженням у 1938 році права на двотижневу оплачувану відпустку закладено підвалини більш демократичного туризму, завдяки якому зростала популярність Оре. З 1924 року STF співпрацювала з організаціями Tåghemmet і Skid- och Friluftsfrämjandet, які до 1966 року організовували доступні пакетні подорожі для школярів.
У 1930-х роках молодий син власника готелю Йоган Мальмстен скористався наявністю приблизно 400-метрового схилу поруч зі своїм пансіонатом Lundsgården (поблизу сучасного аренного центру) і почав допомагати гостям, підносячи їх лижі на гору — до п'яти пар за раз. У 1938 році, прочитавши у місцевій газеті про новий винахід — підіймач у норвезькому Гольменколлені — він вирішив придбати такий же пристрій для свого схилу. Завдяки фінансовій допомозі банкіра з родини, він отримав кредит на суму 10 000 крон (еквівалент приблизно 270 000 крон у цінах 2012 року) і зміг збудувати перший у Швеції бугельний підіймач із дерев'яними опорами. Попри початок Другої світової війни, будівництво було завершено, і підіймач відкрито на свято Богоявлення 1940 року губернатором Торстеном Льофґреном.
1940-ві роки в цілому стали періодом спаду туризму через війну. Grand Hotell, Turistgården, Sporthemmet і Åregården, які належали компанії AB Åre Hotellkoncern, опинилися на межі банкрутства і часто були зачинені. У 1949 році концерн продано, нові власники оновили готелі, і туристи знову почали повертатися.

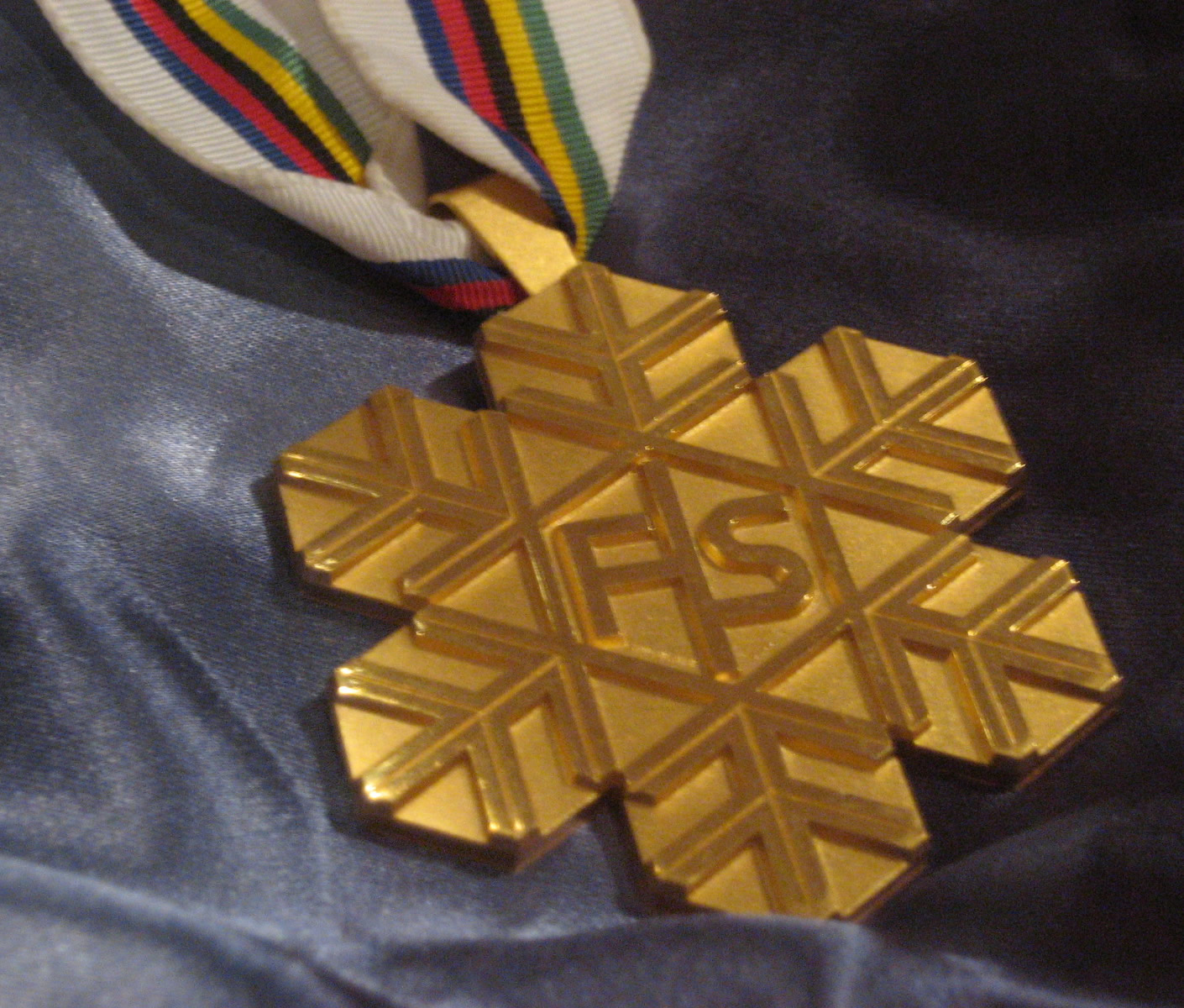
Оре, як єдине шведське місто, тричі приймало Чемпіонат світу з гірськолижного спорту (1954, 2007 та 2019). (На фото золота медаль Чемпіонату світу з лижного спорту FIS, три з яких Аня Персон виграла три 2007 році)

У 1952 році Державна залізниця Швеції (SJ) збудувала першу в країні канатну дорогу для транспортування гірськолижників — кошиковий підіймач, розділений на дві ділянки: від Fjällgården (Східна тераса) до вершини Mörvikshummeln. Ця канатна дорога фактично завершила маршрут, який початково планувався для фунікулера Bergbanan. Завдяки їй збільшився потік клієнтів, і до Оре почали прибувати спеціалізовані гірськолижники. Водночас зросла кількість автомобільних одноденних туристів у літній період, особливо в липні. Під час будівництва канатної дороги Біббо Норденшельд ініціював проведення Чемпіонату світу з гірськолижного спорту 1954 року. За даними Länstidningen, чоловічі змагання зі слалому відвідало 10 000 осіб, гігантського слалому — 4 000, а швидкісного спуску — понад 25 000 глядачів. До чемпіонату також побудовано ще одну канатну дорогу — однокрісельний підіймач Stjärnliften, перший крісельний підіймач у Швеції, розташований поблизу нинішнього Slalombacken. У ті ж роки з Реннберга на середньовічне пасовище для великої рогатої худоби перевезена дерев'яна будівля 1880 року, якій дали старожитню ємтландську назву Buustamon. Вона швидко стала популярним кафе та вафельною хаткою з можливістю ночівлі й згодом — найвищим готелем Оре.
17 травня 1957 року готель Fjällstugan зазнав значних пошкоджень унаслідок пожежі. Після того, як його придбала Асоціація пансіонатів для працівників шведської залізниці, здійснено реконструкцію і добудову, й у 1960 році відкрився оновлений Hotell Fjällgården. Автором архітектурного проєкту був головний архітектор SJ — Карл-Аксель Блад. У 1960-х роках рівень зайнятости в муніципалітеті Оре, як і по всьому Ємтланду, значно знизився, що спричинило масштабне скорочення населення. Втім, у самому селищі Оре кількість мешканців залишалась відносно стабільною, коливаючись між 425 і 450 осіб. У 1965 році була відкрита автомагістраль E75, і з поширенням шипованих шин усе більше туристів почали приїжджати взимку власними автомобілями. Втім, залізниця залишалась основним засобом транспорту. Згодом старий маршрут E75 між Оре та Дуведом (нині Оревагеном) замінений сучасною трасою E14.
У 1968 році відкрився Tott Hotell, який з 1979 по 2002 роки був єдиним курортом Ving у Швеції під брендом Sunwing Resort. У 1969 році відкрили Hotell Årevidden (згодом — Åre Continental Inn), що став першим готелем у шведських горах, повністю адаптованим для осіб з інвалідністю (з 2015 по 2018 рік тут розташовувався центр розміщення біженців). Того ж року в Оре вперше відбулися змагання Кубка світу з гірськолижного спорту, знову за ініціативи Біббо Норденшельда. Під час третього етапу Кубка світу в Оре у 1977 році взяв участь Інгемар Стенмарк, а на змагання зібралося 29 000 глядачів. Його успіхи сприяли підвищенню інтересу шведів до гірськолижного спорту.

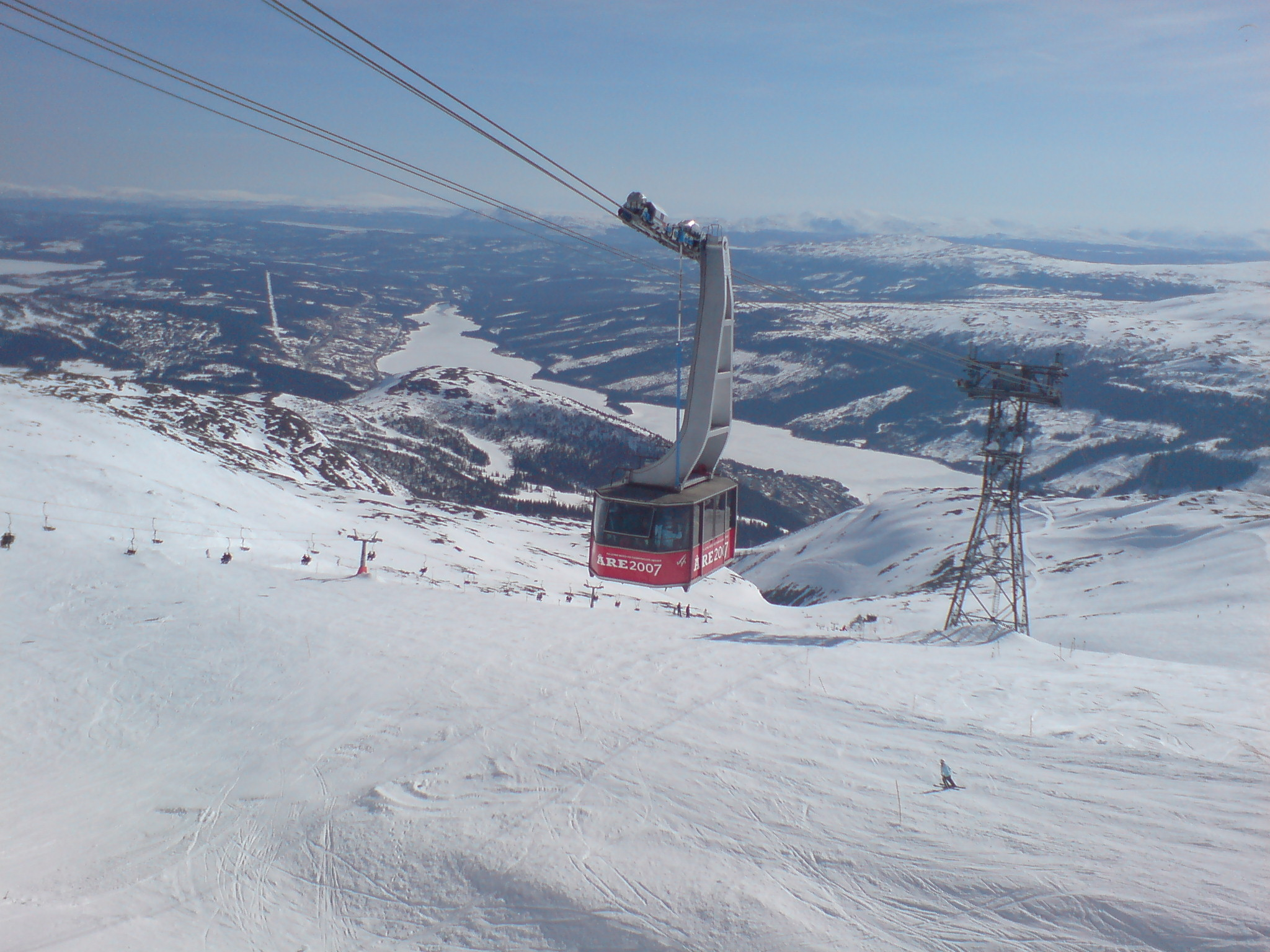
Вид на південний схід (2007) з верхньої станції канатної дороги на найвищій висоті підіймача у Швеції (1274 м над рівнем моря). Влітку канатна дорога перевозить гірських велосипедистів та туристів.

У 1970–1980-х роках відбулося велике будівництво на багатьох гірськолижних курортах Швеції. У 1975—1976 роках у рамках так званого Åreprojektet побудовано Kabinbanan — канатну дорогу з кабінами, після того, як держава виділила понад 127 мільйонів крон (що еквівалентно приблизно 600—900 мільйонам у цінах 2012—2015 років). Завдяки цій інвестиції Оре отримало більше робочих місць, що сприяло активному розвитку селища як альпійського туристичного центру. Згідно з планом розвитку Міністерства сільського господарства 1971 року, одним із вирішальних факторів для виділення фінансування на розвиток саме Оре стала транспортна доступність — близькість до міста Естерсунд із лікарнею та міжнародним аеропортом (Åre Östersund flygplats).
У 1985—1986 роках гірськолижна зона Оре об'єдналася з курортом Дувед, утворивши спільну туристичну зону. Також засновано два нові гірськолижні поселення: Åre Björnen (перше будівництво у 1981 році) та Tegefjäll (з 1986 року). Багато лижників у 1960–1970-х роках віддавали перевагу Дуведу, оскільки його траси вважалися більш сімейними, а черги в Оре — надто довгими. Втім, Оре залишалося найбільшим зимовим курортом у Швеції завдяки численним готелям і розвиненій розважальній інфраструктурі.

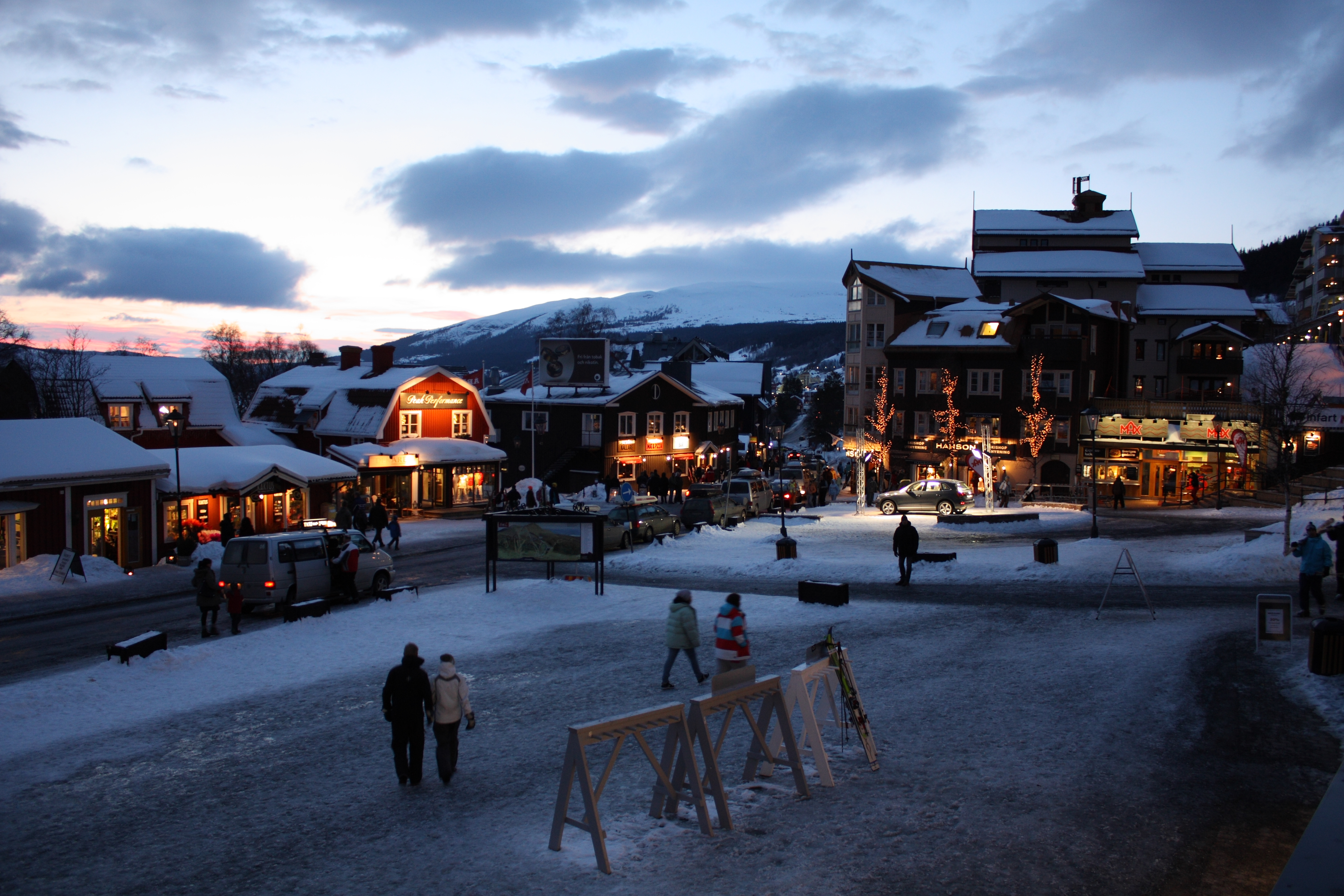
Площа Оре у 2009 році

Наприкінці 1980-х років сплановано масштабний житловий проєкт Mitt i Åre, до якого входили, зокрема, Freestylehuset (біля площі, поруч із нижньою станцією фунікулера Bergbanan), Liengården (поблизу нинішнього підіймача VM8:an) та Tottentorpet (біля медичного центру на сході гірського масиву Totten). Водночас розпочалися дискусії щодо збереження історично цінних будівель і районів. Шість бетонних житлових будинків у Tottentorpet завершені у 1991 році: три південні мають по 7–8 поверхів, а три північні — по 10–11 поверхів. Передвісником цього житлового масиву була селянська садиба Drolet (також відома як Tottentorpet), що бере початок із XVIII століття і мала приватну столярну майстерню, яка, згідно з бухгалтерськими записами за 1900—1906 роки, виготовляла і продавала туристичні палиці мандрівникам того часу.

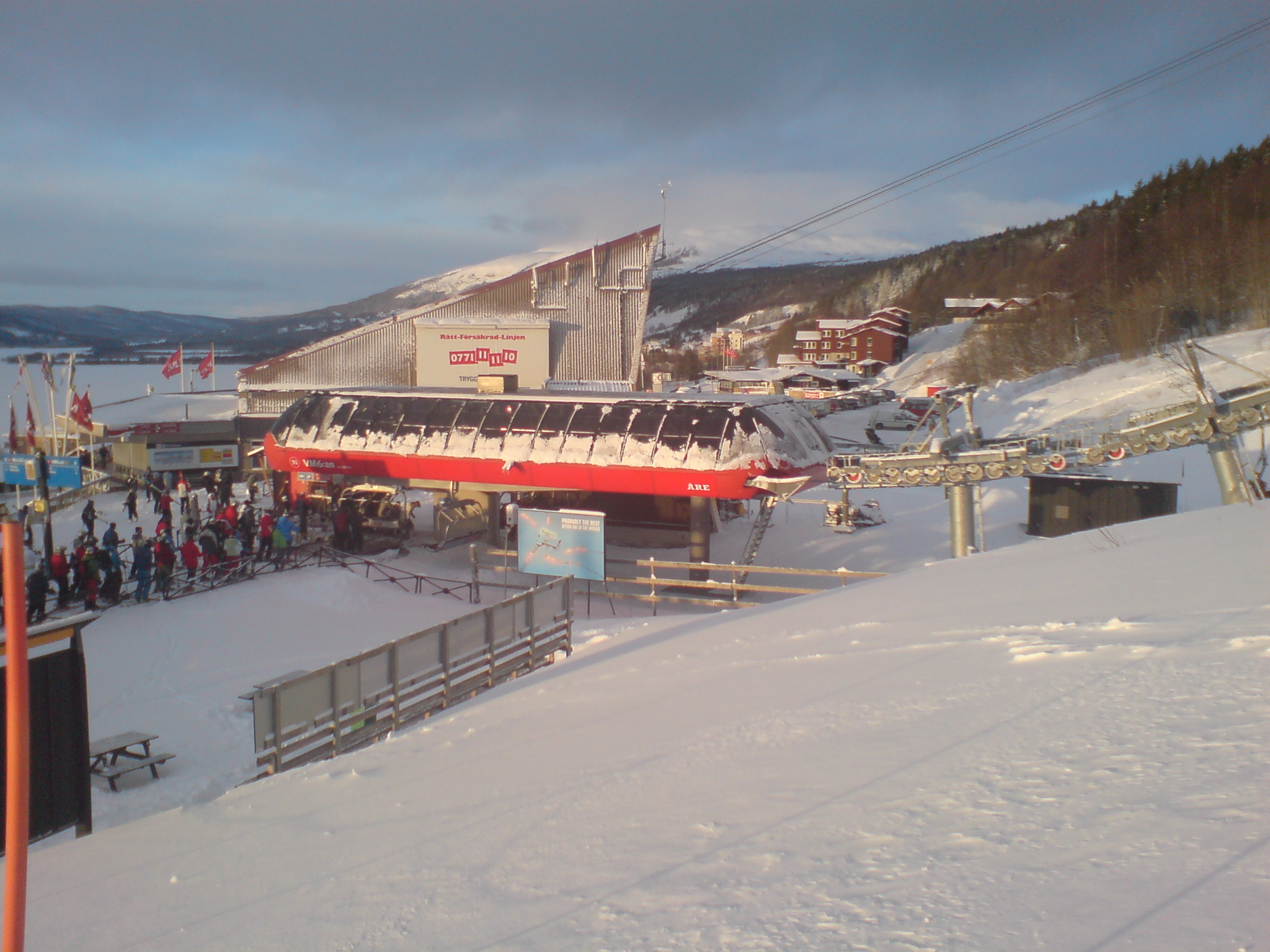
Stjärntorget — це центральна станція підіймачів і трас (2007)

У січні 2000 року курортна компанія Skistar, що походить із Селена, придбала підіймачі, траси та засоби розміщення на курорті Оре, а також об'єкти у Вемдалені. У 2001 році муніципалітет і бізнес-спільнота узгодили спільну стратегію розвитку — Vision 2011 (у 2006 році оновлену до Vision 2020). Метою цієї ініціативи було розробити сталу модель розвитку туризму, аби уникнути спаду, подібного до того, що стався у 1960-х роках.
У рамках цієї нової стратегії зроблено акцент на розвиток туризму влітку. Зокрема, збудовано Holiday Club і Multihallen, де розмістилися боулінг, аквапарк і велика сауна. Це дозволило запропонувати більше, ніж просто лижі. Після модернізації центральної гірськолижної зони Оре у 2002 році новими крісельними підіймачами VM6:an та Hummelliften, у 2005 році відкрився Åre Bike Park для маунтенбайкінгу, що згодом став головною літньою атракцією курорту. (Ще у 1999 році Оре приймав чемпіонат світу з маунтенбайку, але організацію тоді забезпечували лише волонтери.) У 2006 році курорт Оре відвідали приблизно 200 000 літніх туристів.
У лютому 2007 року в Оре вдруге відбувся Чемпіонат світу з гірськолижного спорту. Попри складні погодні умови на старті, за статистичними даними це стало найбільшим зимовим спортивним заходом в історії Швеції. До чемпіонату в центрі Оре здійснено значні зміни: торгові площі подвоїлися, побудовано нову будівлю вокзалу Station Åre, оновлено національну гірськолижну арену з єдиною фінішною зоною, міст через трасу E14 замінено на тунель, а також побудовано новий підіймач VM8:an. Паралельно зведено багато житлових комплексів.
У 2008 році фунікулер Bergbanan оголошено пам'яткою архітектури — через 20 років після того, як цю пропозицію вперше озвучив обласний музей. У 2010 році Оре відсвяткував 100-річчя як зимовий курорт, а у 2013 році в будівлі верхньої станції Bergbanan відкрився Туристично-історичний музей Оре.
Проведення чемпіонату світу 2007 року та численні інвестиції протягом 2010-х років сприяли тому, що Оре переміг у голосуванні на конгресі FIS у Барселоні 5 червня 2014 року, отримавши право на проведення Чемпіонату світу 2019 року з гірськолижного спорту. У межах підготовки до змагань модернізовано як селище Оре, так і гірськолижну інфраструктуру курорту.

### Висвітлення в ЗМІ на тлі пандемії COVID-19
У 2020 році туристична галузь Швеції зазнала серйозного удару через пандемію COVID-19. У випадку Оре це призвело до того, що компанія Skistar 6 квітня 2020 року була змушена достроково завершити гірськолижний сезон — за місяць до його офіційного завершення. Через це були втрачені прибуткові великодні тижні, що в підсумку зробило Оре муніципалітетом з найвищим рівнем безробіття у Швеції на літо 2020 року. Після запровадження численних заходів безпеки в гірськолижному/велосипедному парку та, зокрема, в місцевих магазинах (а також завдяки закриттю нічних клубів та заходів після катання на лижах, які вважалися головними джерелами поширення вірусу під час першого спалаху в березні 2020 року), внутрішній туризм відновився влітку 2020 року та взимку 2020/21. Після закінчення зимових канікул 2021 року повідомлялося, що вони не спричинили зростання захворюваности.
Місцеві ресторани компенсували обмежену кількість місць для відвідувачів продажем страв на винос. Åre Crêperie & Logi стала одним із закладів, які змогли скористатися новими умовами під час пандемії, однак він зазнав найбільших збитків унаслідок раптової повені вночі проти 8 серпня 2023 року. Через сильну грозу потік Susabäcken/Mörviksån вийшов з берегів і затопив центральні вулиці селища. Оре стало єдиним населеним пунктом у Швеції, де було оголошено сигнал тривоги VMA (важлива інформація для населення) під час широко обговорюваного шторму Ґанс. Більша частина забудови Оре розташована на кількасотлітньому алювіальному ґрунті, що призводить до регулярних геологічних проблем — зокрема, сходження селевих потоків з гори Орескутан після злив. Цього разу такі потоки засмітили дренажні труби, попри наявні захисні конструкції. Муніципалітет Оре оцінив загальну вартість очищення та подальших відновлювальних робіт у зоні потоку в понад 50 мільйонів шведських крон.
Згідно з інформацією Dagens Industri, внаслідок пандемії негативне висвітлення Оре у загальнонаціональних ЗМІ стало відчутним, і новий генеральний директор Skistar, Стефан Шестранд (призначений 2 березня 2020 року), вважав, що медіа вели «полювання» на гірськолижний туризм. Через рік після повені один із постраждалих рестораторів заявив, що шкода від негативної медіакампанії була більшою, ніж від самої стихії. За результатами дослідження, проведеного в роки пандемії, Оре став найбільш висвітлюваним у медіа гірськолижним курортом Швеції.

### Розвиток населення

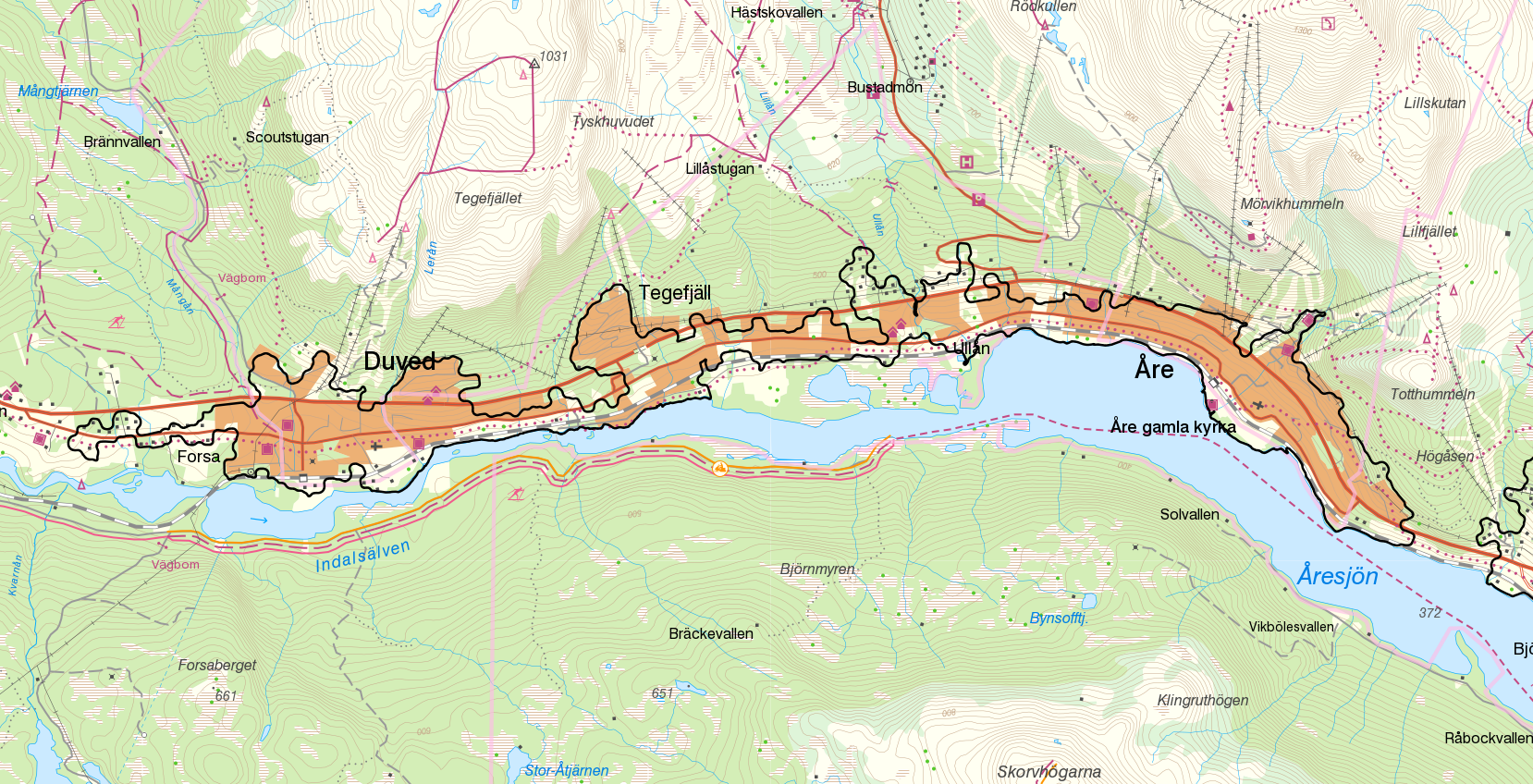
Міська зона Оре, визначена Статистичною службою Швеції, з межами з демаркації міської зони 2015 року, виділеними чорним кольором.

## Географія
Селище Оре розташоване на висоті 372—421 метр над рівнем моря, на південному схилі гори Орескутан (1420 м), поблизу північного берега озера Орешен/річки Індальсельвен. Воно лежить уздовж автостради E14 та залізничної лінії Міттбанан, приблизно за 100 км на захід від Естерсунда та трохи більш ніж за 50 км на схід від Сторлієна, поблизу норвезького кордону.
Місцевість — це широка, глибока долина, оточена хвойними лісами, безлісими гірськими масивами (зокрема Renfjället, 986 м, на південному березі озера, та Mullfjället/Tegefjället, 1 031 м, у напрямку Дувед) та похилими луками. Основна частина долини простягається між Дуведом на заході та Браттландом на сході, а також далі на захід — до узбережжя Норвегії за Тронгеймом, і на схід — долиною річки Індальсельвен через східні хребти Ємтланда.

## Економіка та дозвілля
З початку XX століття туризм став провідною галуззю економіки Оре. До цього основним джерелом доходу було сільське господарство, однак вже тоді фермери пропонували туристам ночівлю в гірських господарствах. Готельна індустрія муніципалітету налічує близько 35 000 спальних місць, які щороку обслуговують приблизно 450 000 гостей. Іншими значущими галузями є IT, торгівля та виробництво. Åre Skidfabrik — місцева фабрика, яка з 1981 року виробляє сноуборди під брендами Extrem і Cmd, а з 1998 року — також лижі Åsnes та Hendryx. Шоколадна фабрика Оре з 1991 року виготовляє вручну шоколадні трюфелі, праліне та іриски з місцевої сировини, постачаючи продукцію по всій Північній Європі.
Відкритий у 2004 році готель-вражень Holiday Club на березі озера став однією з найбільших конференц-локацій Швеції. Тут у травні 2005 року проходив форум Ради євроатлантичного партнерства з питань безпеки (часто асоційований з НАТО), а в середині 2006 року — зустріч міністрів екології ЄС. У 2007—2010 роках започатковано Дні ринку капіталу в Оре (згодом — Бізнес-форум в Оре), який є провідною діловою подією Швеції та скандинавським аналогом Всесвітнього економічного форуму в Давосі.
Інфраструктура дозвілля включає близько 50 ресторанів (включно з трактирами та пабами), бари, приблизно 10 нічних клубів та місць après-Ski. Найбільший нічний клуб Bygget, відкритий у 1985 році поблизу Åre Fjällby (біля підіймача VM8:an), вважається об'єктом альпійського масштабу з шістьма барами, трьома танцмайданчиками, рестораном та концертною сценою, де щосезону виступають провідні артисти Швеції. Найстаріший клуб Оре — Country Club — створений у 1975 році в колишньому Socitetspaviljongen (1897 р.). Місцеве виробництво алкоголю представлене броварнями Åre Bryggeri (від 1990 р.) та Åre Ölfabrik (від 2014 р., у співпраці з пабом Parkvillan), а також легальним дистилятором Buustamons Bränneri, відкритим у 2000 році.
З початку 2000-х у Оре цілий рік організовуються численні заходи та події, як великі, так і малі, за участи Skistar Event і Puls/Camp Åre.
Серед популярних екскурсійних місць у регіоні — водоспади Теннфорсен і Рістафаллет, шахта Фрео, саамське культурне поселення Ньярка, майстерня свічок Åre Ljusfabrik в Undersåker та скляна майстерня Åre Glashytta в Duved.

### Великі бренди, засновані в Оре
Оре відомий своїм підприємницьким духом, в цьому районі засновано кілька національних та міжнародних брендів у галузі активного відпочинку:
- Бренд одягу Eivy AB
- Elevenate AB
- Peak Performance AB(інші мови)
- Skhoop i Åre AB
- Stellar Equipment AB
- Sweare AB
- Åre Skidfabrik AB (екстремальні лижі)

Інші бренди в індустрії активного відпочинку, такі як Klättermusen AB, вирішили перенести всі або частину своїх операцій до Оре. Також у селищі є кілька брендових магазинів, таких як Stellar Equipment, Haglöfs та Norröna. Компанія Peak Performance заснована в Оре в 1986 році та з часом перетворилася на один з найбільших скандинавських брендів одягу, доступний у понад 20 країнах.

## Демографія
Станом на 2012 рік у комуні Оре налічувалося 7868 працівників у сфері управління, з яких 5180 (приблизно 66 %) становили жінки. Як правило, доходи жінок у регіоні були дещо вищими за доходи чоловіків. За відносним рівнем внутрішньої міграції Оре входить до дев'ятки провідних муніципалітетів Швеції, із загалом рівномірним гендерним розподілом прибулих. Оре також належить до муніципалітетів із найбільшим зменшенням постійного населення у піврічних демографічних підрахунках, що зумовлено великою часткою сезонних мешканців, зокрема в долині Оредален. Серед галузей сфери послуг найвищу спеціалізацію в Оре мають ресторанний, кейтеринговий та барний сектори.

### Освіта
У самому селищі Оре діють початкова й середня школи, а також гімназія з профілем готельно-ресторанної справи. Молодша й старша середня школа знаходиться в сусідніх населених пунктах Дувед і Мерсіл. У Єрпені розташована середня школа Оре — гімназія з національним прийомом студентів у дисциплінах гірськолижного спорту: гірські лижі, скікрос, біатлон і могул. Також доступні спеціалізації з туризму, ресторанної справи та зимової акробатики — в останньому випадку у співпраці з Cirkus Cirkör. Школа також пропонує більшість загальнодоступних профільних програм.
Для дорослих діє система комвукс (муніципальна освіта для дорослих) із курсами, включаючи підготовку інструкторів з гірськолижного спорту. Народна школа Аредаленс (Åredalens folkhögskola, раніше — Hållands folkhögskola, за 18 км на схід від селища) зосереджується переважно на християнському світогляді, а також має програми з активного відпочинку й текстильного мистецтва.
На Кампусі Оре пропонуються спеціалізації, орієнтовані на туристичну галузь: гід по дикій природі, гід на кінних турах, організатор заходів тощо.

## Спорт

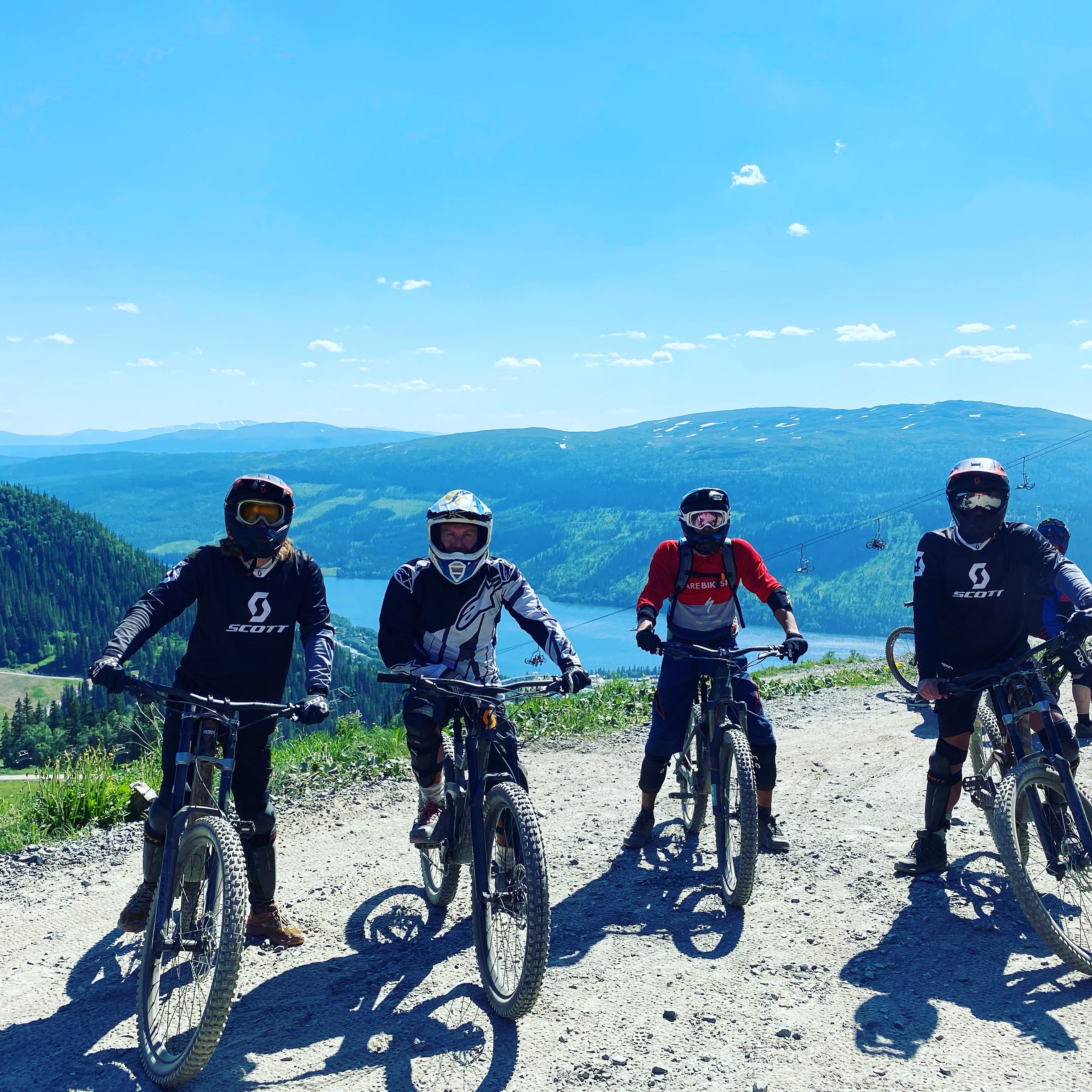
Велоспорт в Оре сягає кінця 1920-х років, а це означає, що його культура практично така ж давня, як зимові види спорту та лижі. Коли поступово набули популярності гірський велоспорт та даунхілл, в Оре цілий рік на Ореському велопарку з'явилися гірські лижі, що приваблювало як літніх туристів, так і людей, які переїжджали в цей район.

Основною спортивною діяльністю в Оре є гірськолижний спорт. У 1935 році засновано Слаломний клуб Оре (Åre Slalomklubb, Åre SLK) — найбільший альпійський спортивний клуб селища. Оре вісім разів подавав заявки на проведення зимових Олімпійських ігор: у 1984 та 1988 роках разом із Фалуном, у 1992, 1994, 1998 і 2002 роках — із Естерсундом, а у 2022 і 2026 роках — зі Стокгольмом. У лютому 2019 року в Оре втретє відбувся чемпіонат світу з гірськолижного спорту, а 2015 року проведено 100-ті змагання Кубка світу на цьому курорті. У грудні 2014 року Оре був змушений у стислі терміни перейняти проведення змагань у Валь-д'Ізері та Куршевелі у Франції через брак снігу в цих курортах, на додаток до вже запланованого Кубка світу на березень 2015 року.
У вересні 1999 року місцевий велоклуб Åre Bergscyklister організував чемпіонат світу з маунтенбайку, а 2005 року — Північні чемпіонати зі швидкісного спуску. Змагання повернулися в Оре також 2007 року. Із 2006 року тут регулярно відбуваються чемпіонати Швеції з маунтенбайку, включно з дисциплінами даунхіл і фор-кросс. Із 2010 року щороку влітку тисячі учасників і глядачів з усього світу збираються на фестиваль велосипедів в Оре — тижневу велоподію у високий сезон. Спочатку даунхіл вважався занадто екстремальним і небезпечним видом спорту для туризму, через що комерційні оператори були неохоче налаштовані щодо його розвитку. Проте ініціатива з боку місцевих ентузіастів згодом переконала їх у потенціалі цього напряму.
Серед інших популярних туристичних активностей в Оре — рафтинг, парапланеризм, дельтапланеризм, гірський трекінг і катання на собачих упряжках. Перші неофіційні чемпіонати з мультиспорту — Haglöfs Åre Extreme Challenge — відбулися на початку липня 2007 року. Змагання включають греблю, біг по гірській місцевості та маунтенбайк.
Гольф-клуб з полем на 18 лунок відкрито в 1990 році за 13 км на захід від селища Оре. Спочатку ідею представлено як першоквітневий жарт, але згодом вона переросла в повноцінний проєкт.
30 січня 2007 року в Оре відкрили найбільший у Європі зиплайн-парк, що складається з восьми трас різної складности. Найдовша траса має протяжність 360 метрів. Стартовий майданчик розташовано на гірській станції підіймача VM6:an, а фініш — трохи вище готелю Tott.
Селище Оре також є фінішною та стартовою точкою для другої та третьої ділянок естафетного забігу S:t Olavsloppet, що вперше відбувся у 1988 році.

## Оре в кінематографі
- Оре неодноразово слугував локацією для знімань фільмів. Події комедії «Аса-Ніссе літає в повітрі»(інші мови) (Åsa-Nisse flyger i luften) (1956) розгортаються під час гірського відпочинку саме в Оре.
- Сімейна комедія «Все включено 3: Суне в горах» (2014) частково знімалася в цьому ж регіоні[73].
- Ще в 1920 році знято фільм «Дівчата в Оре»(інші мови) (Flickorna i Åre), створений у шведсько-данській кооперації.
- Деякі інтер'єрні сцени для фільму Рубена Естлунда «Турист»(інші мови) (Turist, 2013) знімалися в готелі Коппергілл Маунтін Лодж(інші мови) в районі Оре Бйорнен(інші мови)[74].
- Більша частина фільму «Поки Френк нас не розлучить»(інші мови) (Tills Frank skiljer oss åt, 2019), режисером якого є Лейф Ліндблом(інші мови), сценаристом — Пітер Магнуссон(інші мови), і виконавцем головної ролі — Лів Мйонес(інші мови), Ерік Йоханссон(інші мови) та Пітер Магнуссон, була знята саме в Оре.

## Відомі уродженці
Серед відомих людей, народжених у Оре:
- гірськолижники Ганс Ганссон(інші мови), Сікстен Ісберг(інші мови), Кайса Клінг(інші мови) та Сара Томассон(інші мови)
- фристайліст Генрік Віндштедт(інші мови)
- хокеїсти-близнюки Юель та Генрік Лундквіст
- телеведучий Ганс Фален(інші мови)
- актори Ганс Генрікссон(інші мови) і Урбан Салін(інші мови)